# Primula valentiniana
Primula valentiniana är en viveväxtart som beskrevs av Hand.-mazz. Primula valentiniana ingår i släktet vivor, och familjen viveväxter. Inga underarter finns listade i Catalogue of Life.